# Seeschlacht von Tendra
Die Seeschlacht bei Tendra fand während des russisch-österreichischen Türkenkriegs am 28. Augustjul. / 8. September 1790greg. zwischen der russischen Schwarzmeerflotte unter Fjodor Fjodorowitsch Uschakow und einer osmanischen Flotte statt. Sie endete mit einem russischen Sieg.

## Vorgeschichte
Längere Zeit operierten die Österreicher und Russen nicht sehr erfolgreich. Auf See stand der russischen Schwarzmeerflotte eine moderne von Cezayirli Gazi Hassan Pascha geschaffene Flotte gegenüber. Diese war seit zweihundert Jahren die kampfstärkste Flotte der Osmanen. Die Flotte unterstützte die belagerte Festung Otschakiw an der Mündung des Dnepr. Nach dem Fall der Festung im Dezember 1788 verloren die Osmanen im Landkrieg allmählich an Boden.

## Verlauf
Nach dem Sieg der russischen Flotte unter Uschakow gegen die osmanische Flotte am 8. Juli 1790 in der Seeschlacht bei Kertsch im Schwarzen Meer unternahmen die Osmanen einen erneuten Flottenvorstoß ins Schwarze Meer. Die Flotten trafen westlich der Krim erneut aufeinander. Die osmanische Flotte hatte Verstärkungen erhalten. Sie umfasste nun fünfzehn Linienschiffe und acht Fregatten mit zusammen 1360 Kanonen. Hinzu kamen dreiundzwanzig kleinere Einheiten. Die Schiffe operierten zwischen der Insel Tendra und der Hadgy-Bucht.
Uschakow war bestrebt, die Gegner aus dieser strategisch wichtigen Position zu vertreiben. Er verließ mit seiner Flotte am 25. August Sewastopol. Die russische Flotte bestand aus zehn Linienschiffen und einem Mörserboot. Zusammen verfügte die russische Flotte über 830 Kanonen. Uschakow traf drei Tage später überraschend auf die osmanische Flotte und griff sie an. Trotz ihrer zahlenmäßigen Unterlegenheit gelang es den Russen, sich den Windvorteil zu erhalten. Das Gefecht dauerte einige Stunden an. Die Osmanen konnten ihre Linienformation nicht beibehalten, brachen den Kampf ab und flüchteten.
Am nächsten Tag 29. Augustjul. / 9. September 1790greg. fand die russische Flotte zwei beschädigte osmanische Schiffe und griff sie an. Ein osmanisches Linienschiff (Mulk-i Bahri) ergab sich sofort den Russen. Ein weiteres wurde im Kampf besiegt und schwer beschädigt. Eine Explosion im Pulvermagazin tötete die gesamte Besatzung und den Vizeadmiral Said Bey.

## Folgen
Insgesamt verloren die Osmanen neben den beiden Linienschiffen drei kleinere Einheiten und zusammen 1400 Mann. Außerdem wurden 733 osmanische Seeleute gefangen genommen. Die Russen sollen nur etwa 21 Gefallene und 25 Verwundete gezählt haben.
Die Siege des Jahres 1790 zur See führten dazu, dass die russische Flotte die Seeherrschaft im Schwarzen Meer erringen konnte.